# Lanius somalicus
Lanius somalicus е вид птица от семейство Laniidae.

## Разпространение
Видът е разпространен в Джибути, Етиопия, Кения, Сомалия, Судан и Южен Судан.